# Col de Champillon
Il Col de Champillon (2.709 m s.l.m.) è un valico alpino situato in Valle d'Aosta nelle Alpi Pennine. Collega la Valpelline con la Valle del Gran San Bernardo e si trova lungo il tracciato dell'Alta via della Valle d'Aosta n. 1.

## Accesso al colle

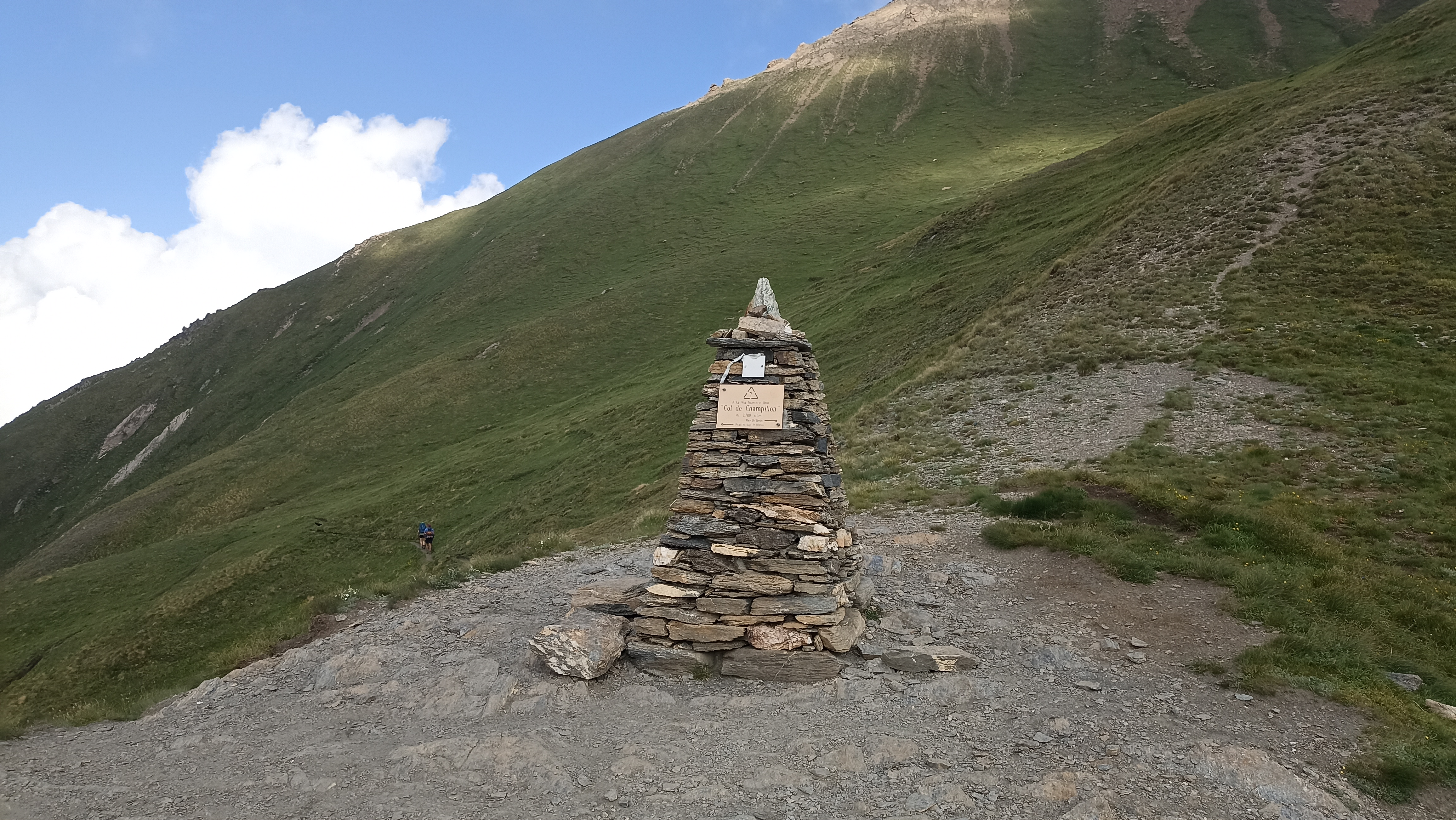
Altra immagine del cippo posto al colle.

Si può salire al colle dal versante di Doues partendo dal Plan Détruit (2.000 m) e passando dal rifugio Letey-Champillon in circa due ore.